# Henriette Grindat
Henriette Grindat, (Biel, 3 de julio de 1923 - Lausana, 25 de febrero de 1986) fue una fotógrafa suiza, una de las más importantes autoras de fotografía artística, que dieron un enfoque surrealista inspirado en las tendencias literarias de los años posteriores de la Segunda Guerra Mundial.

## Biografía
Afectada desde joven por la poliomielitis, se inscribió en la escuela secundaria sólo de 1941 a 1944 en Lausana. A partir de 1945 estudió fotografía con Gertrude Fehr en Lausana, y posteriormente en Vevey, donde se graduó en 1948.
En 1948, Henriette Grindat estableció su taller de fotografía personal en Lausana y contribuyó a diversas revistas y diarios suizos. Se instaló en París en 1949; trabaja para diferentes periódicos y diversas editoriales como Bordas, Arthaud y Seuil. Inspirada por el poeta surrealista Lautréamont, Henriette Grindat expuso en La Hune en la capital francesa, llamando la atención de André Breton, Man Ray, René Char y Albert Camus. Junto a los dos últimos colaboró en La postérité du soleil, obra terminada en 1952, la cual no sería publicada sino hasta 1965, cinco años después de la muerte de Camus. A su regreso a Suiza, Grindat recibió subvenciones del Estado para continuar la edición. Fotografiando con la Rolleiflex, Grindat desarrolló también un trabajo más personal y cercano a los surrealistas, y después a la fotografía humanista.
Henriette Grindat expone proyectos fotográficos en Italia (Florencia, Milán, Venecia), Alemania, España, Austria, Islandia, Checoslovaquia, en los Estados Unidos (Chicago) y repetidas ocasiones en Suiza, sobre todo en Lausana. Obtuvo el Premio Federal de las artes aplicadas en 1952, 1953 y 1954.
Días después del fallecimiento de su marido, el grabador Albert Yersin, Grindat se suicida el 25 de febrero de 1986. Se reunieron sus trabajos en grandes retrospectivas en el Kunsthaus Zürich (1984) y en el Museo del Elíseo en Lausana (1995).

## Premios y recompensas
- 1952, 1953, 1954, Premio federal de las artes aplicadas en Suiza.

## Publicaciones
Grindat, cercana a poetas y escritores, ilustró textos de René Char, Henri Noverraz, Albert Camus, Philippe Jaccottet, Henry BauchauPoierre Chappuis.
- Lausanne, Guilde du Livre, 1952
- Argélie, Guilde du Livre, 1956
- Méditerranée, Guilde du Livre, 1957
- Nilo, Guilde du Livre, 1960
- Le Facteur Cheval, con Alain Borne, ediciones Morel, 1969.